# René Franquès
René Franquès (* 10. November 1910 in Agde; † 9. August 1956) war ein französischer Fußballspieler.

## Karriere
Der 180 Zentimeter große Abwehrspieler Franquès stand von 1933 an im Kader des Erstligisten FC Sète und kam damit ein Jahr nach der Begründung des Profifußballs in Frankreich zu seinem Verein. In einer Zeit, in der Ein- und Auswechslungen noch nicht möglich waren, verbuchte der junge Spieler zunächst kaum Einsätze; so stand er im Verlauf der Spielzeit 1933/34 nicht mehr als dreimal auf dem Platz, war damit aber dennoch am Gewinn des Meistertitels 1934 beteiligt. Im Anschluss daran avancierte er zum Stammspieler, musste jedoch auf weitere Erfolge verzichten, bis die Mannschaft 1939 erneut Meister wurde.
Im selben Jahr brach der Zweite Weltkrieg aus und führte dazu, dass der reguläre Spielbetrieb zum Erliegen kam. Die Meisterschaften wurden im inoffiziellen Rahmen fortgeführt und Franquès konnte anders als viele Kollegen daran teilnehmen; 1942 gewann er mit Sète den Titel in der Südgruppe und schaffte im selben Jahr den Einzug ins nationale Pokalfinale. Im Endspiel musste er eine 0:2-Niederlage seiner Mannschaft hinnehmen und verpasste damit nach zwei offiziellen und einer inoffiziellen Meisterschaft die Chance auf einen Pokalsieg. Die Spielzeit 1943/44 wurde nicht mehr mit Vereinen, sondern mit regionalen Mannschaften ausgetragen, wobei sich Franquès der ÉF Montpellier-Languedoc anschloss.
1944 kehrte er zu Sète zurück und behielt seinen Stammplatz auch, als 1945 der reguläre Spielbetrieb wiederaufgenommen wurde. Nach einer wenig erfolgreichen Saison im Tabellenkeller verließ er 1946 nach 13 Jahren den Verein und beendete zugleich nach 173 Partien und einem Tor seine Erstligalaufbahn. Er unterschrieb beim Zweitligisten AS Béziers und zählte trotz seines verhältnismäßig hohen Alters zu den Leistungsträgern, beendete aber 1947 mit 36 Jahren seine Laufbahn. Ein Stadion in der Gemeinde Florensac im Département Hérault trägt zu Ehren des 1956 verstorbenen Fußballers den Namen Stade René Franquès.